# Friedel Hensch und die Cyprys
Friedel Hensch und die Cyprys waren eine in den 1950er Jahren sehr erfolgreiche deutsche Musikgruppe auf dem Gebiet des Schlagers. Unter dem Namen Tante Fröhlich und die Hutzelmännchen veröffentlichte das Ensemble auch einige Kinderlieder.

## Geschichte
Friedel Hensch (* 7. Juli 1906 in Landsberg an der Warthe; † 31. Dezember 1990 in Hamburg), die bereits vor dem Zweiten Weltkrieg Erfolge als Sängerin gefeiert hatte und in Berlin unter anderem bei Erik Charell engagiert war, Werner Cyprys (* 19. April 1922; † 30. Juli 2000) und Karl Geithner (* 11. Oktober 1922 in Chemnitz-Markersdorf; † 1976) bewarben sich 1945 unabhängig voneinander bei einem Varieté in Flensburg. Weil der Bühnendirektor keine Theaterlizenz der Alliierten Militärregierung vorweisen konnte, gründeten die drei im Oktober des gleichen Jahres eine eigene Band. Am 1. November 1945 reisten sie in Begleitung ihres neuen Mitgliedes Heinz Bartels nach Hamburg, wo sie auf ein dauerhaftes Engagement hofften. Im Januar 1946 traten sie im Ballhaus „Trichter“ auf der Reeperbahn erstmals als „Friedel Hensch und die Cyprys“ auf. Es folgten Gastspiele in zahlreichen Städten Westdeutschlands. Anfang 1947 verließ Bartels die Gruppe, um eine Stelle als Kapellmeister in Bremen anzutreten. Ende 1947 heirateten Friedel Hensch und Werner Cyprys in Bielefeld. 1948 stieß Kurt Grysok (* 5. Oktober 1922 in Hindenburg O.S.) auf die Band und wurde deren viertes Mitglied.
Während eines Auftritts im Sommer 1949 in Hannover wurde Kurt Richter, der Chef der Plattenfirma Polydor, auf das Quartett aufmerksam. Noch im gleichen Jahr erschien mit dem Titel Mit der Zeit lernst auch du es die erste Schallplatte der Gruppe: Die Samba wurde als B-Seite des Schlagers Maria aus Bahia veröffentlicht, der von René Carol und Danielle Mac gesungenen deutschen Version des Welterfolges Maria de Bahia von Ray Ventura. Auch die nächste Schallplatte, unter anderem mit Werner Cyprys' Eigenkomposition Mein Kaugummi, verkaufte sich mehr als zufriedenstellend. 1950 erschienen zunächst einige Singles, auf denen Friedel Hensch und die Cyprys lediglich als Chor bei Aufnahmen des Sängers Heinz Woezel (1914–1981) und anderer Interpreten zu hören sind. Im gleichen Jahr trat das Ensemble mit zwei von Michael Jary komponierten Schlagern in dem Film Mädchen mit Beziehungen auf. Dieser erste von insgesamt elf Filmauftritten bedeutete einen weiteren Karriereschub für das Quartett. Unter dem Namen Tante Fröhlich und die Hutzelmännchen nahm die Gruppe im gleichen Zeitraum etwa 20 Kinderlieder für Gnom, die Kinderserie der Plattenfirma Polydor, auf.
Ihren bis dahin größten Erfolg verbuchten die vier Musiker Ende 1950 mit dem Titel Holdrio – liebes Echo. In den folgenden Jahren veröffentlichte die Gruppe immer wieder volkstümliche Schlager, die neben den modernen, oft leicht satirischen Liedern zu ihrem Markenzeichen wurden. Der Titel Heideröslein befand sich im Sommer 1954 drei Monate auf dem ersten Platz der deutschen Charts. 1955 erhielt das Ensemble eine Goldene Schallplatte für den Gesamtverkauf von über drei Millionen Schallplatten. Es folgten 15 Tourneen durch Deutschland und Europa sowie Auftritte in mehr als 60 Fernsehshows und bei über 200 Rundfunkveranstaltungen. Weitere Top-10-Hits waren Oh Jägersmann (1956) und Solang' die Sterne glüh'n (1957). Bis 1970 veröffentlichten Friedel Hensch und die Cyprys rund 15 Langspielplatten und fast 90 Singles.
Die Band war in den 1950er Jahren mit Liedern namhafter Komponisten und Texter wie Ernst Bader, Bruno Balz, Walter Brandin, Fini Busch, Kurt Feltz, Heino Gaze, Gerhard Jussenhoven, Kurt Schwabach, Günther Schwenn oder Gerhard Winkler erfolgreich. Daneben erschienen weiterhin eigene Titel von Werner Cyprys, der sich in den 1950er Jahren auch als Komponist und Musikproduzent für andere Interpreten einen Namen machte.
1957 wanderte Kurt Grysok nach Kanada aus und wurde durch Hans-Joachim Kipka ersetzt, der bis 1961 Mitglied der Gruppe blieb. Seither trat das Ensemble nur noch als Trio auf. 1961 nahm die Gruppe mit dem Titel Colombino am deutschen Vorentscheid zum Eurovision Song Contest teil, den Lale Andersen gewann. 1962 landeten Friedel Hensch und die Cyprys mit Mein Ideal, der Antwort auf Charles Aznavours Du läßt dich geh'n, und Der Mond von Wanne-Eickel (Original: Un clair de lune à Maubeuge) ihre letzten Hits. 1963 traten Friedel Hensch und die Cyprys mit dem Titel Ja, beim Bossa-Nova-Ball bei den Deutschen Schlagerfestspielen in Baden-Baden auf und belegten damit den vorletzten von 12 Plätzen. Nachdem 1965 ihr letzter Vertrag bei der Polydor ausgelaufen war, veröffentlichten die drei ihre letzten Schallplatten unter dem Telefunken-Label.

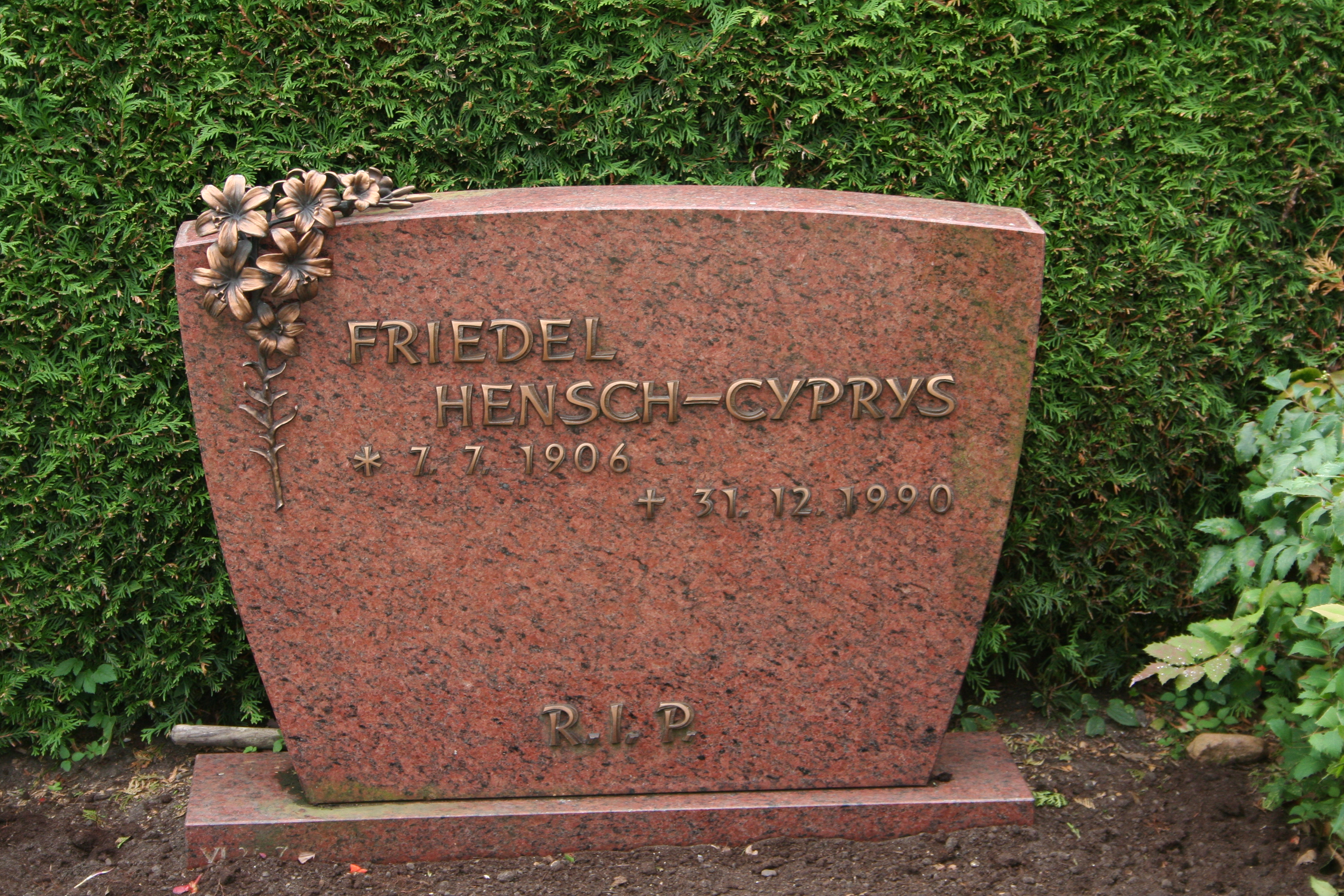
Grabstein von Friedel Hensch

Ihren letzten gemeinsamen Auftritt hatte die Gruppe im Oktober 1970 in Wim Thoelkes Fernsehshow Drei mal Neun.
Friedel Hensch wurde auf dem Neuen Niendorfer Friedhof in Hamburg bestattet.

## Diskografie (Auswahl)
Falls nicht anders erwähnt, sind alle Titel bei dem Label Polydor erschienen.

### LPs
- 1955: Das ist ja prima
- 1961: Kinder, ist das Leben schön
- 1962: Die Frieda hat immer das letzte Wort
- 1963: Als Oma noch kniefrei ging – Die tollsten Schlager der verrückten 20er (mit Peter Frankenfeld)
- 1964: Als Opa noch schwofen ging – Die tollsten Schlager der 20er (mit Peter Frankenfeld)
- 1964: Als Opa mit Oma ins Kino ging
- 1965: Schwof bei Hof
- 1965: Im alten Försterhaus
- 1965: Wo der Wildbach rauscht
- 1966: Aus allen Fugen; Telefunken
- 1966: Umgang mit Männern; Telefunken
- 1967: Wiedersehen im Försterhaus am Waldesrand; Telefunken
- 1968: Wir machen durch; Telefunken
- 1968: Beim Heideröslein – Im alten Försterhaus 2
- 1970: Das alte Försterhaus im Böhmerwald
- 1970: Herz mit Schnauze

### CDs
- 2000: Das ist ja prima
- 2004: Mein Kaugummi; Bear Family Records
- 2007: Kinder ist das Leben schön – Kuriositäten, Raritäten & Erfolge 1951-1956; duo-phon records
- 2007: Schlager Juwelen – Ihre großen Erfolge, Universal Music Group

### EPs
- 1953: Wir sind vergnügt / Wenn im Dunklen / Die alte Kuckucksuhr / So was Schönes machst du nie mit mir
- 1955: Im Waldrevier
- 1956: Cyprys Bühnenshow
- 1957: Träume im Abendrot
- 1957: Vertraute Volksweisen – Waldeslust / Im grünen Wald, dort, wo die Drossel singt / Der Fremdenlegionär / Der Wilddieb
- 1960: Ihre größten Erfolge – Solang’ die Sterne glüh’n / Heideröslein / Das alte Försterhaus / Ein treues Herz

### EPs von Tante Fröhlich und die Hutzelmännchen
- 1950: Fuchs, du hast die Gans gestohlen / Der Kuckuck und der Esel / Kommt ein Vogel geflogen / Trara die Post ist da
- 1950: Widewidewenne / Kuckuck, rufts aus dem Wald / Als unser Mops ein Möpschen war / Ein Männlein steht im Walde

### Singles
(A-Seite / B-Seite)
- 1949: Mit der Zeit lernst auch du es, A-Seite: René Carol und Danielle Mac: Maria aus Bahia
- 1949: Mein Kaugummi / Caramba, nur Samba
- 1950: Samba-Expreß (Eine Schlagerfolge im Samba-Rhythmus), 1. Teil / Samba-Expreß (Eine Schlagerfolge im Samba-Rhythmus), 2. Teil, mit Heinz Woezel
- 1950: Alma aus Linden, mit Heinz Woezel
- 1950: Bei mir kommt so was nicht vor (Ich wollt’ ein Mädchen küssen), mit Anneliese Rothenberger, Liselotte Hösl, René Carol und Peter René Körner
- 1950: Die Blonde rechts – die Schwarze links / Opapa (In ganz Europa), mit Heinz Woezel
- 1950: Am Lagerfeuer, mit Heinz Woezel
- 1950: Emil, Emil / Der Hugo mit dem Saxophon
- 1950: Eine Sommernacht mit dir allein, Luise / Alles für die Firma
- 1950: Schlag auf Schlag (Beliebte Tanzlieder), 1. Teil, mit Heinz Woezel und Fred Weyrich (2. Teil ohne Friedel Hensch und die Cyprys)
- 1950: Lulu–Charlott / Dankeschön, Dankeschön, ich hab’ schon genug, mit Heinz Woezel
- 1950: Es wär’ alles nicht so schwer / Carolina (Sing das Lied von Carolina)
- 1950: So laut klingt nur Blasmusik / Sie hat Grübchen in den Bäckchen
- 1950: Die blaue Grotte / Holdrio – liebes Echo
- 1950: Winke – Winke (Jede Katze braucht ’nen Kater) / Sag’ mir ganz leise, wer bist du
- 1951: Warum sind die Männer so schlecht / Da nahm sie einen Besen
- 1951: Wenn ich will, stiehlt der Bill, mit Renée Franke, A-Seite: Detlev Lais: Wilhelmina
- 1951: Das ist die Liebe / Ach bitte sag’s nicht weiter
- 1951: Bei mir zu Haus / Alle kleinen Englein
- 1951: Ansonsten Herr Lutter / Kinder ist das Leben schön
- 1951: Die Fischerin vom Bodensee / Der kleine Eisbär (Eisbär-Song)
- 1951: Über’s Jahr, wenn die Kornblumen blühen / Dideldumdei
- 1951: Der alte Schloßteich / Flieg’ hinaus, kleine Schwalbe
- 1952: Tango-Max / Spanische Ballade
- 1952: Übers Jahr, wenn die Kornblumen blühen / Der alte Schloßteich
- 1952: Wenn der Josel mit der Rosel / O Pico-Pico-Picolino
- 1952: Das ist ja prima! / Wir wollen uns doch vertragen
- 1952: Was ist denn nun kaputt! / Das ist ja prima!
- 1952: Egon / Wenn das die lieben Eltern wüßten
- 1953: Wenn die Hochzeitsglocken läuten / Einen Strauß voll bunter Blumen
- 1953: Die Försterlieserl / Ein ganzes Leben lang
- 1953: Die alte Kuckucksuhr / So was Schönes machst du nie mit mir
- 1953: Amara, das Zigeunermädchen / Ein Edelweiß für dich
- 1953: Durst ist schlimmer als Heimweh / Molly-bums
- 1953: Das kleine Liebeskarussell / Mucki, mein Schnucki
- 1953: Leopold / Ludwig
- 1953: Mit Alva ist das Leben schön (Werbeplatte für Alva Zigaretten)
- 1954: Der Wilddieb / Der Fremdenlegionär
- 1954: Heideröslein / Wenn erst die Veilchen blüh’n
- 1954: Lucky aus Kentucky (Denn er trug in seiner Hose) / Buffalo-Baby
- 1954: Schweden-Mädel (Schwedische Rhapsodie) / Das Blumen-Lied (Ich komm’ heute Nacht mit Blumen zu dir)
- 1954: Das alte Försterhaus / Der kleine Dompfaff
- 1954: Die Mädchen mit dem treuen Blick / Freu dich Mädel (Luxemburg-Polka)
- 1954: Die Paula muß beim Tango immer weinen / Blumen-Konrad
- 1954: Wo ist mein kleiner Hund geblieben / So ist nun mal das Leben
- 1954: Sündige nicht im Verkehr / Du wirkst auf mich wie Alkohol
- 1955: Träumen von zu Haus / Blühender Wacholderstrauch
- 1955: Addio, Addio, Addio / Weit von der Heimat (Hulaleh)
- 1955: Tanz-Expreß (Ein Potpourri neuer Schlager-Erfolge), 1. Teil / Tanz-Expreß (Ein Potpourri neuer Schlagererfolge), 2. Teil
- 1955: Mambo Italiano / Mandarina Panella
- 1955: Filippino (Ein Bambino wie Filippino) / Ja, für eine Fahrt ans Mittelmeer
- 1955: Aha, sieh’ da, der feine Max / Lieber Wachtmeister
- 1955: Ja, ja die Liebe in Tirol / Wenn die Berge im Abendrot glühn
- 1955: Drei Matrosen auf der Reeperbahn / Ich kaufe mir ein Grundstück in Berlin
- 1956: Fernando / Du hast so was Gewisses
- 1956: Oh Jägersmann / Die alte Mühle im Park von Sanssouci
- 1956: Tip-Tippi-Tap / La Tarantella
- 1956: Hatschi-Boogie / Ich bin Fisch
- 1956: Du weißt nicht, wie lieb ich dich hab’ / Der Fischer vom Wolfgangsee
- 1956: So wie einst im Mai / Ein- oder zweimal im Jahr
- 1957: Das Edelweiß / Gold und Silber
- 1957: Aber der Novak läßt mich nicht verkommen / Die Männer, ja die Männer
- 1957: Drei Matrosen / Kannst du pfeifen, Johanna
- 1957: Solang’ die Sterne glüh’n / Ohne Gruß, ohne Kuß
- 1957: Ich bin die Frieda aus der „Roten Laterne“ / Mandarin und Titipin
- 1958: Es fing so harmlos an wie immer / Mein blonder Trompeter
- 1958: Ein treues Herz / So wie der Mond
- 1958: Biribiri-Bimbam / Irgendwann
- 1958: Leb wohl, mein Danny / Träume mit dir
- 1959: Marjolaine / Du mußt nicht schön sein
- 1959: Laß mich nicht allein / Da kam ein gewisser Jonny
- 1959: Ja, ja, so ist das mit der Liebe / Natürlich die Autofahrer
- 1959: Komm zurück in das Tal unsrer Träume (Red River Rock) / Mamutschka (wein’ nicht mehr)
- 1960: Teenager-Tango / Honey – Honey
- 1960: Schlaf mein Liebling / Es wird wieder schön
- 1960: Weit sind die Wege nach Virginia / Tausend Blumen blüh’n im Garten
- 1961: Überleg’ dir’s noch mal / Colombino (Ich weiß, ein Tag wird kommen)
- 1961: Der schöne Franz / Wo bleibt denn nur das Geld…?
- 1961: Noch nach Jahr und Tag (Drei kleine Worte) / Alles bist du!
- 1962: Immer wieder lockt das Meer / Wieder einmal zu Hause sein
- 1962: Mein Ideal / Mein Hannes
- 1962: Der Mond von Wanne-Eickel / Was macht der Mann da, auf der Veranda?
- 1962: Tu die Katze vom Kanapee / Bei Waldemar (Wenn es regnet – regnet es)
- 1963: Ja, beim Bossa-Nova-Ball / Ein toller Hecht
- 1963: Gruß und Kuß, dein Julius / Mamma mia
- 1964: Der schöne Willy / Oh, Dolores (Die Hochzeit von Don José)
- 1964: Als Oma noch kniefrei ging (Potpourri), 1. Teil / Als Oma noch kniefrei ging (Potpourri), 2. Teil
- 1964: Erst kommt natürlich mal Hamburg! / H-A-M-B-U-R-G

## Filmografie
- 1950: Mädchen mit Beziehungen
- 1952: Heimweh nach Dir
- 1953: Der keusche Josef
- 1953: Schlagerparade
- 1953: Das singende Hotel
- 1954: Geld aus der Luft
- 1955: Der Himmel ist nie ausverkauft
- 1956: Symphonie in Gold
- 1957: Wenn Frauen schwindeln
- 1959: Natürlich die Autofahrer
- 1961: Ach Egon!